# Брегалничка битка
Битка на Брегалници, битка из Другог балканског рата, водила се у времену од 30. јуна до 9. јула (17—25. јун по старом календару) 1913. године. Отпочела је изненадним ноћним нападом бугарске војске на српске положаје на реци Брегалници.

## Предисторијат и ток битке
После Првог балканског рата, српски и бугарски дипломати се нису могли договорити око поделе територија које су ослободиле од Османског царства. Србија је, по савезном уговору, сматрала да се решење спора преда арбитражном суду Русије. Али Бугарска, под утицајем војничке партије, а подстицана Аустроугарском, није хтела да сачека решење руског цара, већ је 30. јуна 1913, без најаве рата, извршила препад на српску и грчку војску и тиме започела рат, а у исто време и битку на српском фронту. Простор на коме се одвијала битка, протеже се од Царевог врха на Осоговској планини, па низ оба његова гребена, који се спуштају на југ и југозапад, обема странама Злетовске реке до њеног ушћа у Вардар.
У бици су учествовале 1. и 3. армија, 7 пешадијских и 1. коњичка дивизија (127 батаљона, 253 топа и 33 ескадрона), свега око 176.000 бораца са 253 топа са српске стране; са бугарске стране 4 армија, македонско-једренско ополчење, 4 дивизије и 3 бригаде (95 батаљона, 230 топова), око 130.000 бораца.
Бугарски план за битку био је да концентрисаним снагама 4. армије изврше изненадан препад на српску војску, да поведу офанзиван бој с ограниченим циљем (заузимање спорне територије), у којем би да потуку српску војску на фронту од Вардара дуж Брегалнице и Злетовске реке до Царевог врха, и да заузму Овчје Поље.
Бугари су са 7. пешадијском рилском дивизијом код Дренака и 4. преславском дивизијом напали Србе 5 км од Злетовске реке, док је 8. бугарска тунджанска дивизија форсирала Брегалницу код Штипа и ступа у борбу са Моравском и Дринском дивизијом првог позива код Ежовог рида и села Сушева. Извори из тог времена говоре да је Србе и Бугаре на реци одвајао камени мост.
Бугарски генерал Ратко Димитријев је пре напада контактирао генерала-мајора Ковачева, са питањем каквом се успеху војних операција нада, а Ковачев је изнео читав низ потешкоћа, од лошег снабдевања и недостатка хране међу војницима, до тога да се српски положаји налазе у стенама. Током саме операције, известио је да је мост на код Штипа под константном српском ватром.
Српски план за битку заснивао се на ратном плану, који је предвиђао стратегијски дочек бугарског напада на брегалничком фронту и по одбијању овога, прелаз у наступање треће српске армије у вези са Грцима. Упркос томе што је план предвиђао напад Бугара, а српска војска је донекле била на опрезу, ипак се није знало време бугарског напада и битка је била изненадна за њу. Српска војска је била стационирана на положају Јежево брдо.
Бугари су у ноћи 17. јуна у 1 сат ујутру прешли реку Штип и око 2 часа и 10 минута напали српске предстраже 4. и 10. пука. Бугарски војници су напад извели уз звуке музике „Шуми Марица” уз гласан повик ,,Уре.˝ Ноћ је скривала и број и правац нападача. Силовити напади и противнапад пешадије, често су се завршавали ударом ножа. Артиљеријске батерије истериване су у прве борбене редове. Борбе су се касније водиле око коте 550 званој Црни Врх.
Захваљујући правилном раду предстражних делова и великој упорности српских војника, официра и подофицира, бугарски стрељачки стројеви задржани су на 600-700 метара испред српских ровова. Бугари су се утврдили изнад Петрашина, на 1600 метара од Срба. Не знајући за долазак 5. коњичког пука српске војске, Бугари покушавају напад, али бивају потиснути јаком пушчаном и митраљеском ватром у своје ровове, остављајући многе мртве на пољу. Касније су се српске трупе спустиле са коте 550 на каменити вис Деренек. Српска пешадија је излазила из опкопа и развијала се у стрелце. Овај вис са стрмим странама има само с једне стране блажи пад. Заклона од артиљеријске ватре скоро да није било, осим у једном пољу пшенице које лелуја на ветру.
Други пешадијски пук Моравске дивизије, који се налазио код Ниша добио је обавештење да су Бугари напали Дринску дивизију и да морају да се спреме за марш ка Брегалници.Већ у раним јутарњим часовима, прве чете су изашле из шатора певајући српску песму ,,Јесам ли ти Јелане...̏ На малом узвишењу, пуковски свештеник Лука Маријановић благосиљао је војнике са сузама у очима. Певајући,четири ипо хиљаде војника и шездесет седам официра Гвозденог пука кренуло је ка Брегалници. За то време док се битка одвијала Срби су почели артиљеријом да туку бугарске ровове. Дринска дивизија је једва одолевала у полуразрушеним рововима од директних погодака бугарске артиљерије.  Бели шрапнелски облаци туку изнад бугарских ровова, а Бугари засути оловом и челиком напуштају ровове, док их официри једва задржавају с револвером у руци.
Моравска дивизија је преузела одбрану на положају Рујне и коте 650, где се налазио 5. пук Дринске дивизије. Командант дивизије Илија Гојковић сажео је наредбу у једној реченици:,,Ни корак назад.˝Преживели војници 5. пука помешали су се са Моравском дивизијом и заједнички почели да одбијају нападе бугарске пешадије. Најгоре од свега је било то што је Моравска дивизија бранила положаје на стрмом и испресецаном терену, без подршке артиљерије, јер је артиљерија Моравске дивизије имала проблем да извуче топове,а трпели су напад од 7 бугарских артиљеријских батерија трпећи губитке, али не одступајући.
Срби су се налазили у својим импровизованим и на брзину ископаним рововима, кад су добили наређење за напад. После краткотрајне припреме, напето су Срби ишчекивали наређење за напад.На рески звук трубе и писак официрских пиштаљки, батаљони једна за другим, хитро искакаше из ровова и развијајући се у поредак за наступање. Командири батаљона напред, командири чета испред чета, наредници испред водова, све то наступало је у сваршеном реду испред густих сторјева пешадије.Војницима су сијали бајонети на сунцу. Када су доспели под непријатељску ватру, почели су у скоковима да наступају ка бугарским рововима. Војници и официри падају покошени бугарском ватром, али настављају даље, док болничари купе рањенике.
Око девет часова ујутру једанаести пук српске војске је под ватром бугарске артиљерије и војници падају преко класја пшенице које је попрскано крвљу. Убрзо потпуковник Јеремић издаје наређење за напад, Србима су стигли нови топови, и српска пешадија наоружана пушкама са бајонетима ускаче у бугарске ровове и настаје борба бајонетима у рововима.
У бици на Брегалници учествовао је и посебно се истакао током борби други пешадијски пук књаз Михајло. Током борбе, пук је са великом жестином напао бугарске положаје, да су бугарски војници почели да беже из ровова вичући: „Бежите, бежите. Иде луди гвоздени пук.” После битке, пук је задржао надимак стечен у борбама Гвоздени пук.
Бугари су у почетним фазама битке имали предност изненадног напада и бројчану надмоћ, али су њихови генерали учинили стратешку грешку. У ишчекивању интервенције западних сила и жељи да заузму што више територије, бугарска војска развлачи своје трупе и након одлучног српског отпора и противнапада трпи пораз.
У Брегалничкој бици артиљерија је одиграла врло значајну улогу. У почетној фази Срби су имали значајна преимућства, јер је њихова артиљерија имала солидно уређене положаје и довољно муниције, као и измерене даљине за отварање ватре. Међутим, после одбијања бугарског напада, испољиле су се и неке озбиљне слабости основне масе српске артиљерије (пољски брзометни топови система „Шнајдер – Кане“): мали домет, сувише положена путања и слаба покретљивост на брдско-планинском земљишту. Будући да се Брегалничка битка одигравала управо на таквом земљишту, да су у току битке артиљеријске батерије истурене у прве борбене линије и да је битка вођена на фронту широком око 75 километара – брдска артиљерија је била много погоднија за праћење пешадије, а она је у српској војсци била заступљена у малом броју (свега девет батерија). У том погледу Бугари су били у предности: имали су 23 брзометне брдске батерије, а изврсно су руковали брдским топовима и постизали велику прецизност у гађању. Ваља посебно истаћи значајну улогу коју је у одсудним тренуцима битке одиграла хаубичка артиљерија. Неки страни војни посматрачи забележили су да је прецизна ватра српских хаубица „имала пресудну улогу у поновном заузимању изгубљеног положаја код Дренка“, којим је почео преокрет битке на Брегалници у корист српске војске. У почетку битке српска санитетска служба је веома добро функционисала. Први рањеници су стизали у болнице са беспрекорним завојима. Тријажа рањеника у Скопљу била је, такође, добро организована. Тамо су, поред лечења лакших рањеника, вршени и неодложни хируршки захвати. Остали рањеници су упућивани у унутрашњост Србије, пре свега у Београд, где су вршене сложеније хируршке интервенције. Међутим, нагло повећање броја рањеника и тешкоће у њиховој евакуацији (пренос рањеника до болнице у Скопљу, који је вршен колима и возом, трајао је пуна четири дана) озбиљно су отежали рад санитетске службе, па је у последњим транспортима било скоро 50 одсто рањеника са загнојеним или уцрвљаним ранама. Услед велике врућине и претераног напрезања долазило је до честих сунчаних удара. Појава колере задавала је највише бриге српском санитету. Мада је, захваљујући енергичним епидемиолошким мерама, та опасна заразна болест после петнаест дана изгубила карактер епидемије, од ње је умрло око 5.000 људи. После пристизања помоћи из иностранства, санитетска служба у унутрашњости земље добро је функционисала.
Иако се у току брегалничке битке српске трупе нису много одвајале од база за снабдевање, материјално-техничко снабдевање није било беспрекорно. Напротив, у том погледу испољене су озбиљне слабости, нарочито што се тиче дотура људске хране. На положаје се понекад дотурао буђав и неупотребљив хлеб. Месна средства нису била довољна да надокнаде неблаговремен дотур из позадине. Тек после заузећа Кочана стање се побољшало, јер је на терену било доста пиринча, а заплењене су од Бугара веће количине хране и седам пољских пекарница. Недостатак одећне опреме осетио се само код оних делова који су се налазили на масиву Осогова, услед повремених киша. У јединицама које су се бориле у долини Брегалнице, Злетовске реке и Вардара, војници су били преоптерећени зимском опремом, која за лето није била потребна. Посебан проблем је представљало снабдевање трупа водом за пиће, пошто је битка вођена по великој јулској жеги, а вода из Брегалнице била је загађена колером. Удаљавање трупа 1. и 3. армије од Куманова и Велеса поставило је нове проблеме служби снабдевања, јер су се транспортна средства са коњским и воловским запрегама споро кретала. Упркос томе, снабдевање трупа муницијом функционисало је веома добро у свим фазама битке на Брегалници. Српске трупе су биле боље снабдевене од бугарских; дугачки комуникацијски правци којима је вршен дотур и слабе коморе отежавали су уредно снабдевање бугарске 4. армије храном и муницијом, што се рђаво одражавало на борбени морал њених трупа. Са каквом је упорношћу вођена брегалничка битка, најбоље показују велики обострани губици.
Губици код 1. и 3. српске армије били су око 20.000 мртвих и рањених, код 4. бугарске армије око 30.000 мртвих, рањених и заробљених.
Најжешћи бој је доживела Тимочка дивизија, која је успешно бранила јурише два пута надмоћнијих Бугара.

## Последице
Срби су добили материјалну и моралну победу, а заробили су и велики плен и знатан број бугарских војника. Бугарски ратни план потпуно је растројен и они су били принуђени да пређу у дефанзиву. Последице ове битке биле су улазак и Румуније и Османског царства у рат против Бугарске и убрзање завршетка рата.
Парола српска била је тада: За Косово - Куманово! За Сливницу - Брегалницу!
После пораза смењен је и водећи бугарски генерал Михаил Савов, а и нова влада је састављена.
Катастрофалне последице битке на Брегалници су дошле и на другим фронтовима. Кад су видели слом бугарске армије код Брегалнице, Бугарску су напале 13. јула Румунија и Османско царство, што је Бугарској донело велике губитке читавих покрајина (Румунија је заузела Добруџу, а Османско царство Једрене, са целом покрајином коју су изгубили у Првом балканском рату). Српски војници су стекли искуство које им је касније било преко потребно у 1. светском рату.
Спомен-капела са костурницом Каленица код Штипа подигнута је 1928. године. Ту је било сахрањено око 6 хиљада погинулих српских војника. Током 1941. године уништили су је бугарски фашисти. На том месту је 2015. године подигнута спомен-плоча.

## Занимљивости
Током 10. и 11. јула 1913. године сниматељи продуцента Ђоке Богдановића су камерама забележили напад на Жедилово у близини Ћустендила, током Брегалничке битке, од стране XII пука Цар Лазар из састава Шумадијске дивизије првог позива под командом Миливоја Стојановића Брке. Такође је филмски архив у Берлину открио снимак под називом „Битка на Брегалници” који је  2018. био приказан у Југословенској кинотеци.
Брегалничка битка је једна од ретких српских битака из ратова 1912-1918, о којој постоји јако мало фото документације. Разлог је у томе да је архивска грађа о Брегалничкој битци била у фази сређивања у Горњем граду Калемегдана у просторијама Генералштаба српске војске, када је отпочео Први светски рат, па је једна граната из аустријске артиљерије постављене на Бежанијској коси погодила архиву и изазвала велики пожар, уништивши архивску грађу о Брегалничкој битци. Оно мало што је сачувано пропало је током повлачења 1915. а остатак је уништен да не би пао непријатељима у руке.

## Галерија
- Пашићев телеграм из Париза Лондону, о успеху Тимочке дивизије у сукобима са бугарским трупама (24. јун 1913)
- Разгледница Балкански ратови 1912−1913.
- Река Брегалница
- Транспорт рањеника, после битке са Бугарима на Брегалници
- Српска војска Други балкански рат, 1913.
- Бугарска војска у Балканским ратовима
- Бугарски војници у Другом балканском рату
- Слика „На нож”, чешког сликара Јарослава Вешника илуструје униформе бугарских војника у Балканским ратовима